# Reims-la-Brûlée
Reims-la-Brûlée est une commune française, située dans le département de la Marne en région Grand Est.

## Géographie

### Localisation
Reims-la-Brûlée se trouve au sud-est du département de la Marne, en région Grand Est. La commune appartient à la région agricole du Perthois.
La commune de Reims-la-Brûlée s'étend sur une superficie de 651 hectares. L'altitude y varie de 103 à 124 mètres. Son territoire est coupé en deux par la ligne de chemin de fer de Paris à Strasbourg, qui sépare le village de Reims-la-Brûlée au sud et le hameau de Tournizet au nord.
Par la route, Reims-la-Brûlée se situe à 38 km de Châlons-en-Champagne, préfecture de la Marne, à 26 km de Saint-Dizier, principale ville de la Haute-Marne, à 8 km de Vitry-le-François, sa sous-préfecture de rattachement, et à 21 km de Sermaize-les-Bains, bureau centralisateur du canton de Sermaize-les-Bains dont dépend Reims-la-Brûlée depuis 2015. La commune fait en outre partie du bassin de vie de Vitry-le-François.
Reims-la-Brûlée est limitrophe de 6 communes :
| Vitry-en-Perthois    | Plichancourt    |          |
| Marolles             | Reims-la-Brûlée | Favresse |
| Luxémont-et-Villotte | Vauclerc        |          |

### Hydrographie
La commune est dans la région hydrographique « la Seine de sa source au confluent de l'Oise (exclu) » au sein du bassin Seine-Normandie. Elle est drainée par le Fossé 01 des Margarines et le ruisseau des Regales,.

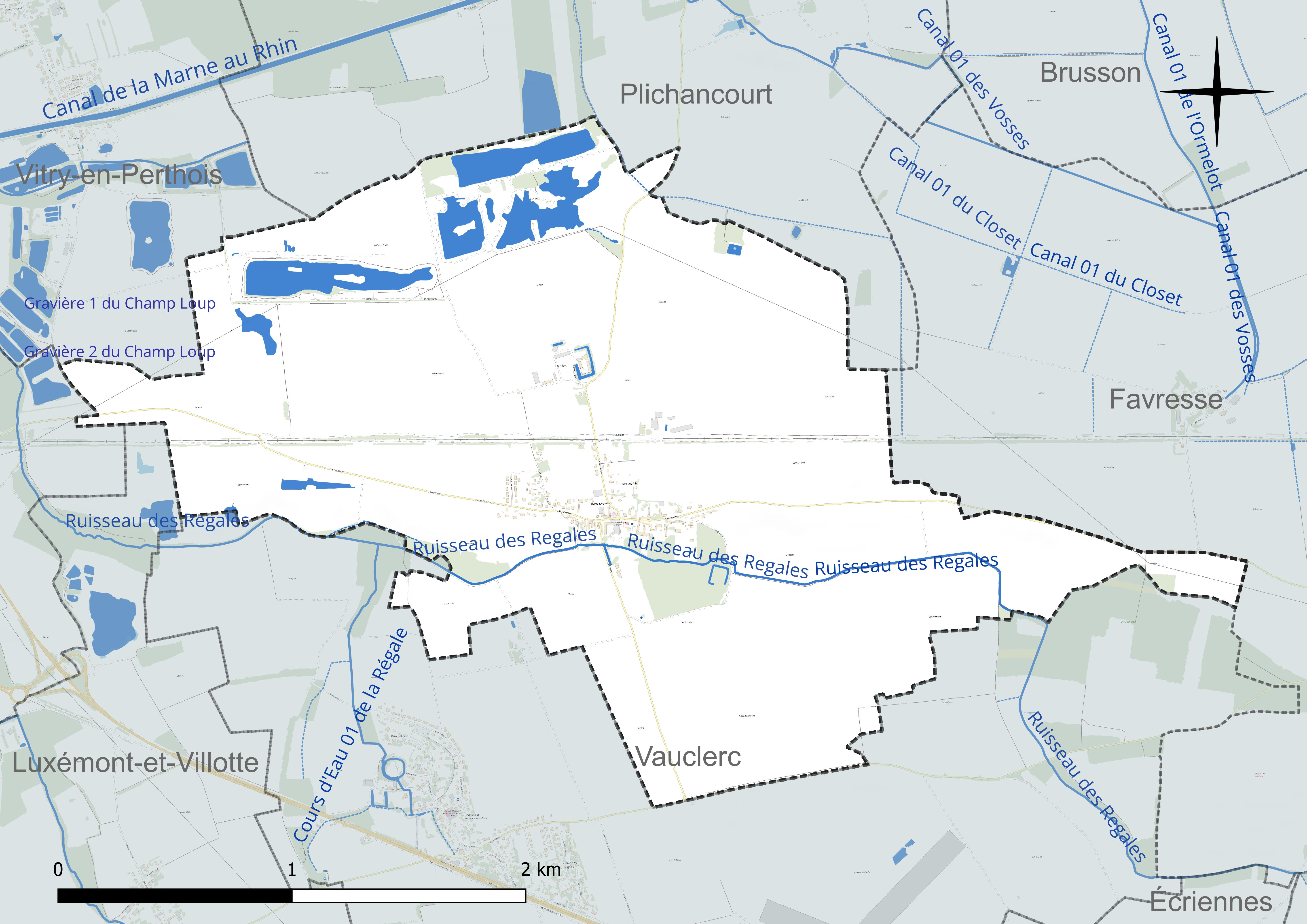
Réseau hydrographique de Reims-la-Brûlée.

### Climat
Pour des articles plus généraux, voir Climat du Grand Est et Climat de la Marne.
En 2010, le climat de la commune est de type climat océanique dégradé des plaines du Centre et du Nord, selon une étude du Centre national de la recherche scientifique s'appuyant sur une série de données couvrant la période 1971-2000. En 2020, Météo-France publie une typologie des climats de la France métropolitaine dans laquelle la commune est exposée à un climat océanique altéré et est dans la région climatique  Nord-est du bassin Parisien, caractérisée par un ensoleillement médiocre, une pluviométrie moyenne régulièrement répartie au cours de l’année et un hiver froid (3 °C). 
Pour la période 1971-2000, la température annuelle moyenne est de 10,5 °C, avec une amplitude thermique annuelle de 15,8 °C. Le cumul annuel moyen de précipitations est de 769 mm, avec 12 jours de précipitations en janvier et 8,5 jours en juillet. Pour la période 1991-2020, la température moyenne annuelle observée sur la station météorologique de Météo-France la plus proche, « Frignicourt », sur la commune de Frignicourt à 6 km à vol d'oiseau, est de 11,5 °C et le cumul annuel moyen de précipitations est de 694,6 mm. 
La température maximale relevée sur cette station est de 41,7 °C, atteinte le 25 juillet 2019 ; la température minimale est de −22 °C, atteinte le 9 janvier 1985,,. 
Les paramètres climatiques de la commune ont été estimés pour le milieu du siècle (2041-2070) selon différents scénarios d'émission de gaz à effet de serre à partir des nouvelles projections climatiques de référence DRIAS-2020. Ils sont consultables sur un site dédié publié par Météo-France en novembre 2022.

## Urbanisme

### Typologie
Au 1er janvier 2024, Reims-la-Brûlée est catégorisée commune rurale à habitat dispersé, selon la nouvelle grille communale de densité à sept niveaux définie par l'Insee en 2022.
Elle est située hors unité urbaine. Par ailleurs la commune fait partie de l'aire d'attraction de Vitry-le-François, dont elle est une commune de la couronne,. Cette aire, qui regroupe 73 communes, est catégorisée dans les aires de moins de 50 000 habitants,.

### Occupation des sols
L'occupation des sols de la commune, telle qu'elle ressort de la base de données européenne d’occupation biophysique des sols Corine Land Cover (CLC), est marquée par l'importance des territoires agricoles (91,5 % en 2018), en diminution par rapport à 1990 (99,5 %). La répartition détaillée en 2018 est la suivante : 
terres arables (79,5 %), zones agricoles hétérogènes (12 %), eaux continentales (8,2 %), forêts (0,3 %). L'évolution de l’occupation des sols de la commune et de ses infrastructures peut être observée sur les différentes représentations cartographiques du territoire : la carte de Cassini (XVIIIe siècle), la carte d'état-major (1820-1866) et les cartes ou photos aériennes de l'IGN pour la période actuelle (1950 à aujourd'hui).

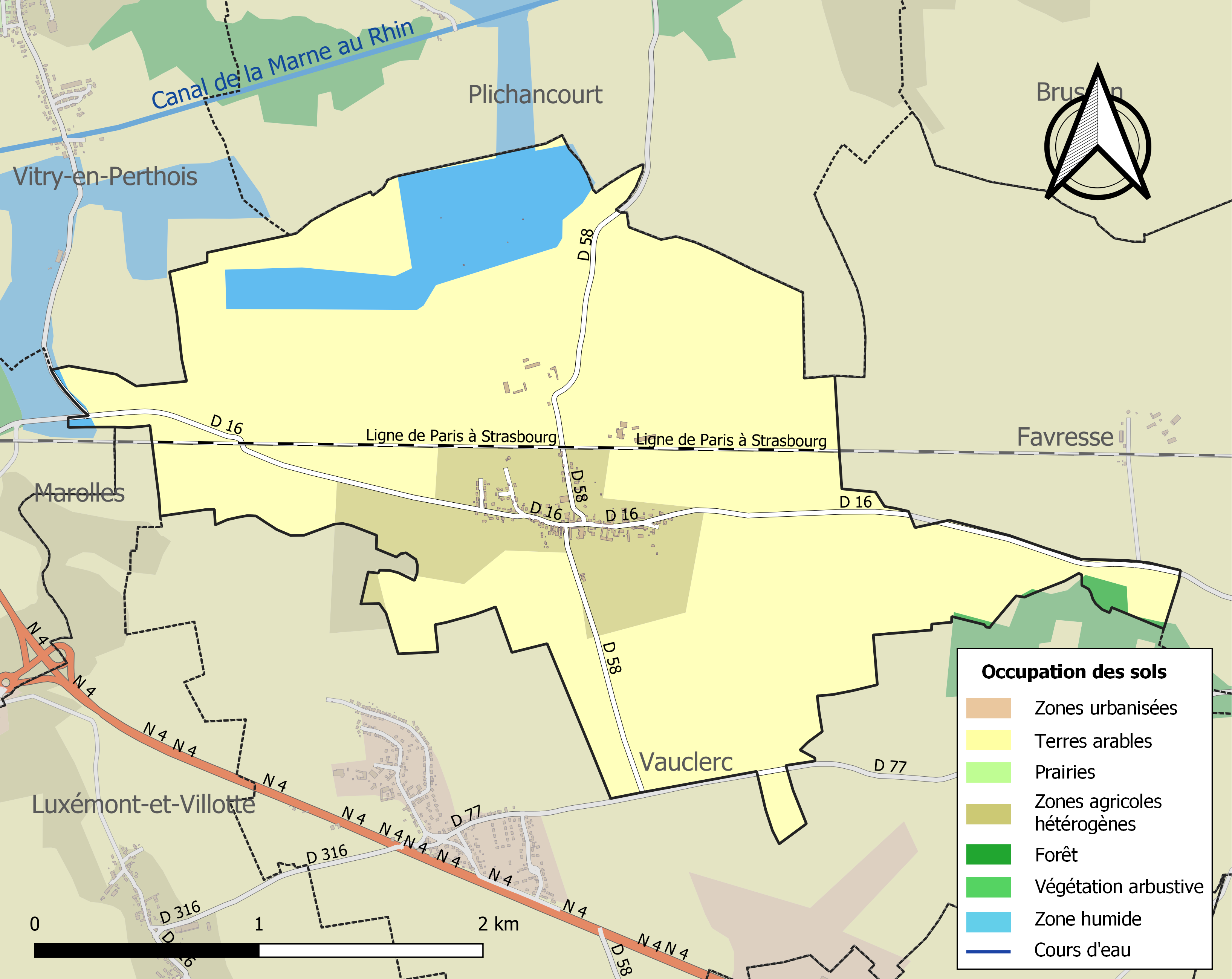
Carte des infrastructures et de l'occupation des sols de la commune en 2018 (CLC).

### Lieux-dits et écarts
- Tournizet

### Voies de communication et transports

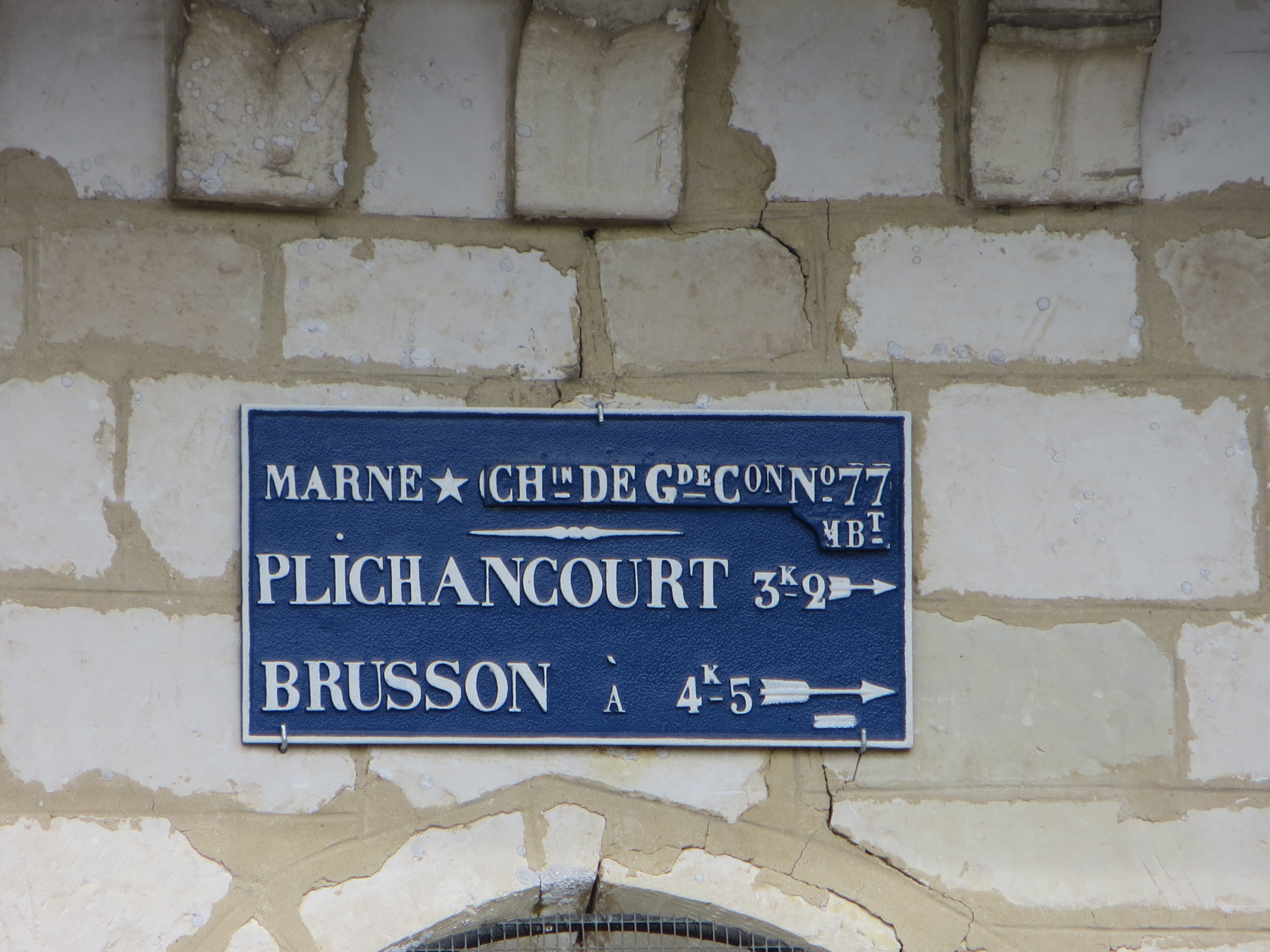
Ancien panneau directionnel à Reims-la-Brûlée.

Reims-la-Brûlée se trouve à l'écart des principaux axes routiers locaux, la route nationale 4 passant à Vauclerc, au sud, et l'ancienne route nationale 395 (D995) passant par Plichancourt, au nord. La route départementale 58 relie toutefois la commune à ces deux axes. Par ailleurs, le village est également traversé par la route départementale 16, entre Marolles (à l'ouest) et Favresse (à l'est).
La ligne de chemin de fer Paris à Strasbourg passe sur son territoire. La gare de Vitry-le-François est la gare ferroviaire en activité la plus proche. Depuis 2025, la commune est reliée à cette gare par la ligne de bus Fluo Grand Est no 190 entre Vitry-le-François et Saint-Dizier (arrêt à la mairie de Reims-la-Brûlée),.

## Toponymie
Le nom de la localité est attesté sous les formes Ranc (1179) ; Rainc (vers 1252) ; Reinc (1405) ; Rainc-la-Bruslée (1530) ; Rains-la-Bruslée (1571) ; Reinc-la-Bruslée (1582) ; Reync-la-Bruslée, Reims-la-Bruslée (1603) ; Raints-la-Bruslée (1648) ; Rheims-la-Bruslée (1651).

## Histoire
À la fin de l'Ancien Régime, en 1789, le village était compris dans l'élection et suivait la coutume de Vitry. L'église paroissiale Saint-Martin relevait du Diocèse de Châlons et du doyenné de Vitry-le-Brûlé. Le prieur de Saint-Thibaud de Vitry présentait à la cure.
Par un décret de Napoléon III, l'église est érigée en chapelle vicariale[C'est-à-dire ?] en 1865
À l'issue de la Première Guerre mondiale, la commune a été décorée de la Croix de guerre 1914-1918 le 10 août 1921.

## Politique et administration

### Rattachements administratifs et électoraux
La commune se trouve dans l'arrondissement de Vitry-le-François du département de la Marne. Pour l'élection des députés, elle fait partie depuis 1988 de la cinquième circonscription de la Marne.
Elle faisait partie depuis 1801 du canton de Thiéblemont-Farémont. Dans le cadre du redécoupage cantonal de 2014 en France, la commune est désormais rattachée au canton de Sermaize-les-Bains.

### Intercommunalité
La commune, antérieurement membre de la communauté de communes de Champagne et Saulx, est membre, depuis le 1er janvier 2014, de la communauté de communes Côtes de Champagne et Saulx.
En effet, conformément aux prévisions du schéma départemental de coopération intercommunale (SDCI) de la Marne du 15 décembre 2011, les quatre petites intercommunalités : 

- communauté de communes de Saint-Amand-sur-Fion, 
- communauté de communes des Côtes de Champagne, 
-  communauté de communes des Trois Rivières 
- communauté de communes de Champagne et Saulx 

ont fusionné le 1er janvier 2014, en intégrant la commune isolée de Merlaut, pour former la nouvelle communauté de communes Côtes de Champagne et Saulx.
Dans le cadre des prévisions du nouveau schéma départemental de coopération intercommunale (SDCI) de la Marne du 30 mars 2016, celle-ci fusionne le 1er janvier 2017 avec cinq des sept communes de Saulx et Bruxenelle (Étrepy, Pargny-sur-Saulx, Blesme, Saint-Lumier-la-Populeuse, Sermaize-les-Bains) pour former la nouvelle communauté de communes Côtes de Champagne et Val de Saulx, dont Reims-la-Brûlée est désormais membre.

### Liste des maires
| Période                                  | Période                      | Identité                     | Étiquette | Qualité             |
| ---------------------------------------- | ---------------------------- | ---------------------------- | --------- | ------------------- |
| Les données manquantes sont à compléter. |                              |                              |           |                     |
|                                          | 1878                         | M. Guyot                     |           |                     |
| 1879                                     |                              | M. Dessanlis                 |           |                     |
| Les données manquantes sont à compléter. |                              |                              |           |                     |
| avant 1995                               | 1995                         | Michel Burkel                |           |                     |
| mars 2001                                | mars 2008                    | Bernard Puissant             |           |                     |
| mars 2008                                | avril 2012                   | Régis Grossetête             |           |                     |
| avril 2014                               | En cours (au 4 juillet 2014) | Joël Lagneaux Réélu mai 2020 |           | Exploitant agricole |

## Équipements et services publics

### Eau et déchets
Le service public des déchets est assuré par le Syndicat mixte du Sud-Est Marnais (SYMSEM), qui a mis en place une redevance incitative. La collecte des ordures ménagères résiduelles (en bacs noirs pucés ou en sacs rouges prépayés) et des emballages ménagers recyclables (en sacs jaunes) est réalisée en porte à porte. Le SYMSEM adhérant au syndicat de valorisation des ordures ménagères de la Marne (SYVALOM), ces déchets sont amenés en centre de transfert à Sainte-Menehould ou Vitry-en-Perthois, puis valorisés sur le site de La Veuve. La collecte du verre se fait en apport volontaire, avant transformation dans une usine de Reims. Pour les déchets volumineux ou dangereux, le SYMSEM met à disposition de ses habitants une plateforme de déchets verts et gravats, à Saint-Amand-sur-Fion, ainsi que 12 déchèteries, à Arrigny, Courtisols, Givry-en-Argonne, Mairy-sur-Marne, Pargny-sur-Saulx, Pogny, Sainte-Menehould, Thiéblemont-Farémont, Valmy, Vanault-les-Dames, Villers-en-Argonne et Ville-sur-Tourbe.

## Population et société

### Démographie
L'évolution du nombre d'habitants est connue à travers les recensements de la population effectués dans la commune depuis 1793. Pour les communes de moins de 10 000 habitants, une enquête de recensement portant sur toute la population est réalisée tous les cinq ans, les populations de référence des années intermédiaires étant quant à elles estimées par interpolation ou extrapolation. Pour la commune, le premier recensement exhaustif entrant dans le cadre du nouveau dispositif a été réalisé en 2008.

En 2022, la commune comptait 217 habitants, en évolution de −6,47 % par rapport à 2016 (Marne : −1,19 %, France hors Mayotte : +2,11 %).
| 1793 | 1800 | 1806 | 1821 | 1831 | 1836 | 1841 | 1846 | 1851 |
| ---- | ---- | ---- | ---- | ---- | ---- | ---- | ---- | ---- |
| 125  | 112  | 144  | 160  | 160  | 151  | 156  | 174  | 164  |

| 1856 | 1861 | 1866 | 1872 | 1876 | 1881 | 1886 | 1891 | 1896 |
| ---- | ---- | ---- | ---- | ---- | ---- | ---- | ---- | ---- |
| 168  | 159  | 156  | 168  | 164  | 179  | 172  | 163  | 163  |

| 1901 | 1906 | 1911 | 1921 | 1926 | 1931 | 1936 | 1946 | 1954 |
| ---- | ---- | ---- | ---- | ---- | ---- | ---- | ---- | ---- |
| 147  | 156  | 146  | 122  | 129  | 121  | 119  | 149  | 139  |

| 1962 | 1968 | 1975 | 1982 | 1990 | 1999 | 2006 | 2008 | 2013 |
| ---- | ---- | ---- | ---- | ---- | ---- | ---- | ---- | ---- |
| 140  | 151  | 169  | 176  | 181  | 181  | 204  | 210  | 232  |

| 2018 | 2022 | - | - | - | - | - | - | - |
| ---- | ---- | - | - | - | - | - | - | - |
| 225  | 217  | - | - | - | - | - | - | - |

## Culture locale et patrimoine

### Lieux et monuments

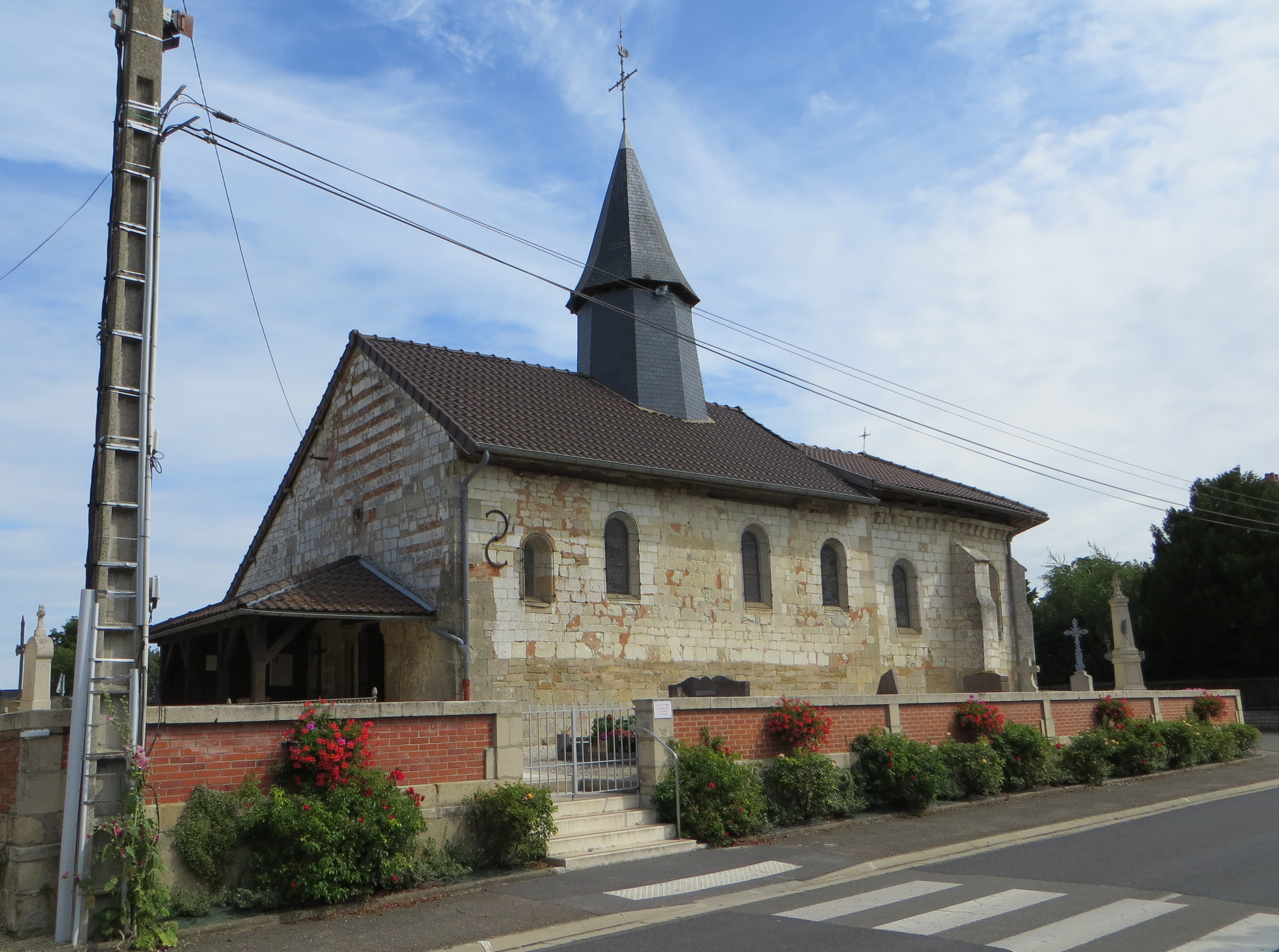
Église Saint-Martin

- Église Saint-Martin.